# NDTV

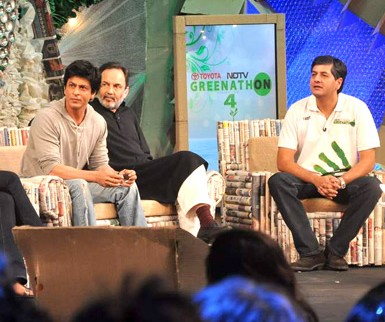
Shahrukh Khan en NDTV Greenathon en Yash Raj Studios. Son visibles Prannoy Roy y Vikram Chandra.

New Delhi Television Limited (NDTV) es una empresa de medios de televisión india fundada en 1988 por Radhika Roy, una periodista. NDTV comenzó como proveedor de contenido para Doordarshan, produciendo el programa The World This Week en noviembre de 1988. En 1998, NDTV comenzó su propio canal de noticias 24X7 con STAR y luego pasó a su propia empresa en 2003, lanzando las versiones en inglés e hindi del canal. El lema de NDTV es «Experiencia. Verdad primero».
A junio de 2019, la Junta de Bolsa y Valores de la India prohibió a Prannoy Roy y su esposa Radhika Roy acceder al mercado de valores durante 2 años después de que una investigación revelara que ocultaron información importante de los accionistas sobre acuerdos de préstamo y, por lo tanto, no pueden ocupar puestos de gestión en la junta de NDTV. En agosto de 2019, su directora ejecutiva, Suparna Singh, renunció después de que CBI contrató a promotores por presunta violación de las normas de IED.